# خازن متغیر

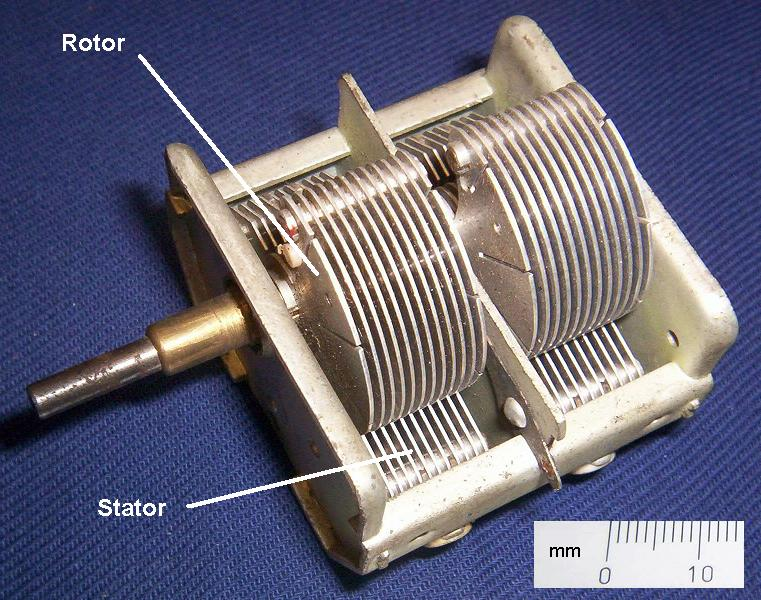
خازن متغیر چرخشی (رادیوی ترانزیستوری AM، حدود سال ۱۹۷۰)

خازن متغیر خازنی است که ظرفیت آن می‌تواند به صورت الکترونیکی یا مکانیکی به دلخواه تغییر کند.
بسته به ظرفیت، خارنهای متغیر به دسته‌های مختلفی تقسیم می‌شوند:
- خازن واریابل (به انگلیسی: variable capacitor): نوعی از خازن متغیر است که بیشتر در رادیوها استفاده میشود و برای تغییر فرکانس نوسان‌ساز داخلی بکار میرود و معمولاً در ظرفیتهای ۴۰ تا ۵۰۰ پیکوفاراد ساخته میشود.
- خازن تریمر (به انگلیسی: Trimmer capacitor): از این نوع خازن متغیر بیشتر برای تنظیم دقیقتر فرکانس نوسان‌سازهای رادیویی استفاده می‌گردد و معمولاً در ظرفیتهای ۲ تا ۱۲۰ پیکوفاراد ساخته می‌شود.
- دیود واریکپ (به انگلیسی: Varicap diode): از اسم این قطعه پیداست که یک نوع دیود است و نه خازن، ولی چون با تغییر ولتاژ بین دو سر آن می‌توان ظرفیت خازنی آن را تغییر داد، از آن به عنوان خازن در مدارهای نوسان‌سازهای رادیویی استفاده می‌شود و به دلیل تغییر کم ظرفیت این قطعه توسط ولتاژ، بیشتر در مدارهای فرکانس بالا (وی‌اچ‌اف-یواچ‌اف-اس‌اچ‌اف) مورد استفاده قرار می‌گیرد و معمولاً در ظرفیتهای ۱ تا ۶۰ پیکوفاراد ساخته میشود